# Heterixalus alboguttatus
Heterixalus alboguttatus – gatunek płaza bezogonowego z rodziny sitówkowatych (Hyperoliidae), zasiedlający południowo-wschodni Madagaskar. Osiąga rozmiary 3–3,3 cm i spotykany jest głównie na otwartych przestrzeniach takich jak sawanny. Nie jest gatunkiem zagrożonym.

## Morfologia
Jeden z większych przedstawicieli rodzaju Heterixalus. Samice dorastają do 3–3,3 cm. Grzbiet jest czarnawy albo ciemnoszary z charakterystycznymi pomarańczowymi albo żółtymi plamkami. Uda, dłonie oraz stopy są pomarańczowe.

## Występowanie i siedliska
Występuje na nizinach południowo-wschodniego Madagaskaru. Gatunek ten spotykany jest w m.in. w okolicach Mananjary i Ifanadiany, a także w Parku Narodowym Midongy du Sud. Zasiedla sawanny, użytki zielone, użytki rolne, a także pola ryżowe. Występuje od 0 do 800 m n.p.m.

## Rozmnażanie
H. alboguttatus rozmnaża się w różnorakich stałych i tymczasowych zbiornikach wodnych, a także na polach ryżowych. Samice składają około 500 biało-czarnych jaj o średnicy 1,5 mm.

## Status
Jest to gatunek najmniejszej troski w związku z jego szerokim obszarem występowania, a także dużą populacją i dużym potencjałem do adaptacji do różnych środowisk. U przedstawicieli rodzaju Heterixalus wykrywany był pasożytniczy grzyb Batrachochytrium dendrobatidis, jednak nie ma on negatywnego wpływu na populacje tych płazów. H. alboguttatus odławiany jest sporadycznie jako zwierzę hodowlane. Nie wpływa to jednak w znaczący sposób na ogólną populację tego gatunku.